# Лыхн
Лыхн или Лыхма — река в России, протекает по Белоярскому району Ханты-Мансийского автономного округа. Устье реки находится в 62 км от устья Казыма по левому берегу. Длина реки — 285 км, площадь водосборного бассейна — 4120 км².

## Основные притоки
(расстояние от устья)
- 31 км: Вожпайюган
- 49 км: Нум-Айюган
- 77 км: Сыгатъёх
- 80 км: Лабхорас
- 85 км: Хольюган
- 113 км: Тульюган
- 114 км: Ун-Кетъёх
- 125 км: Омысь
- 134 км: Нялъёхъюган
- 152 км: Нангпайсоим
- 156 км: Калангсоим
- 167 км: Мизеньсоим
- 177 км: Айсоим
- 182 км: Унсоим
- 190 км: Потъёх
- 204 км: Ун-Пажью
- 205 км: Ун-Шарью
- 206 км: Ай-Пажью
- 224 км: Эпъёган
- 229 км: Мухотсоим
- 250 км: Хулъёган
- 254 км: Ун-Оготъёх
- 260 км: Ай-Оготъёх

## Данные водного реестра
По данным государственного водного реестра России относится к Нижнеобскому бассейновому округу, водохозяйственный участок реки — Обь от впадения Иртыша до впадения реки Северная Сосьва, речной подбассейн реки — бассейны притока Оби от Иртыша до впадения Северной Сосьвы. Речной бассейн реки — (Нижняя) Обь от впадения Иртыша.
Код объекта в государственном водном реестре — 15020100112115300021828.